# Sinclair ZX Spectrum+

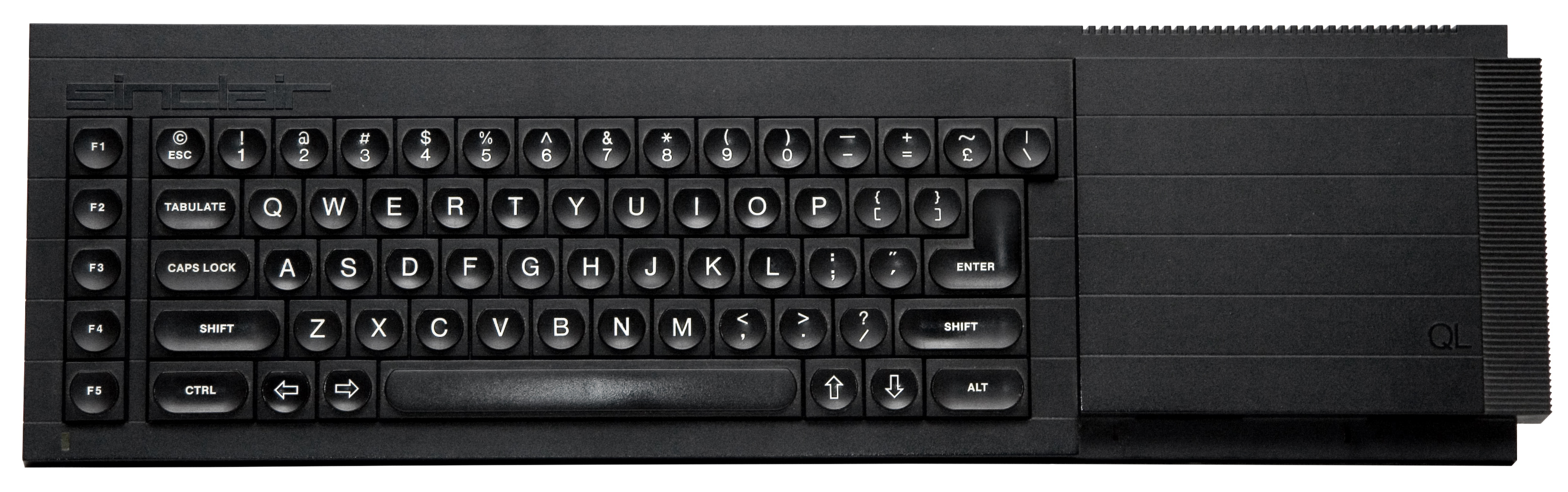
Sinclair QL

Sinclair ZX Spectrum+ je počítač z rodiny počítačů Sinclair ZX Spectrum, následník počítače Sinclair ZX Spectrum. Počítač se objevil na trhu v roce 1984, poté, co Clive Sinclair neuspěl s počítačem Sinclair QL. Počítač má stejné technické parametry jako jeho předchůdce, hlavní rozdíl je v obalu, který je podobný obalu počítače Sinclair QL.
Klávesnice počítače obsahuje více kláves než původní ZX Spectrum, klávesy navíc ovšem nepřidávají žádnou novou funkci, jenom usnadňují přístup k již existujícím funkcím díky tomu, že pro jejich použití není nutné používat klávesu Caps shift (jedná se o samostatné klávesy Caps Lock, Edit, Delete, Break, kurzorové šipky, klávesy pro přepnutí do režimů graphics a extended, klávesy true video a inverse video), ke znakům ;, ", . a , (pro jejich napsání není mačkat klávesu Symbol Shift) a byly zdvojeny klávesy Caps Shift a Symbol Shift. Navíc přibylo tlačítko RESET na levé straně počítače.
V principu se stále jedná o gumovou membránovou klávesnici, ovšem jednotlivé klávesy mají nyní navíc plastový obal.
Nový obal počítače má také dvě nožičky, které umožňují nastavit sklon klávesnice.
Nejčastější verzí základní desky počítače je Issue 3B, je ale možné majít počítače ZX Spectrum+ s předcházejícími verzemi základní desky, neboť Sinclair Research nabízel upgrade kit pro majitele neplusové verze ZX Spectra.
K počítači existuje interface pro připojení PS/2 klávesnice.